# 伊作田稲荷神社
伊作田稲荷神社（いさいだいなりじんじゃ）は、和歌山県田辺市稲成町にある神社。旧社格は村社。

## 祭神
主祭神
- 倉稲魂神
- 稚産霊神
- 保食神
- 伊邪那美神

他2神　
配祀神
- 皇大神
- 大山咋命
- 地主神
- 天児屋根命
- 須佐男命
- 表筒男神・中筒男神・底筒男神
- 豊宇気比売命
- 息長帯姫命
- 市杵島姫命
- 木花開耶姫命

## 祭事
5月に行われる「御田植祭神事」は田辺市の無形文化財に指定されている。地元小学校の女子児童が早乙女に扮した。

## 現地情報
所在地
- 和歌山県田辺市稲成町1124

交通アクセス
- 最寄バス停：JR紀伊田辺駅明光バス稲成行に乗車し、バス停「農協前］下車から徒歩約10分